# ستيزولوفس
الستيزولوفس (باللاتينية: Stizolophus) جنس نباتي ينتمي إلى الفصيلة النجمية. يضم هذا الجنس عدة أنواع.

## من أنواعهالواطنةفيالوطن العربي
- الستيزولوفس البلسمي أو (باللاتينية: Stizolophus balsamita) في بلاد الشام وتركيا والقوقاز
- الستيزولوفس البلسمي الكاذب (باللاتينية: Stizolophus balsamitoides) في بلاد الشام